# Koestlin
Koestlin, hrvatska tvornica keksa i vafla osnovana 1905. godine sa sjedištem u Bjelovaru.
Tvornica se razvila od pekare hrvatsko-židovskog poduzetnika Dragutina Wolfa, čije je ime nosila do 1932. godine. 1921. godine počinju se proizvoditi keksi i vafli. 1945. slijedi nacionalizacija.
Današnji je Koestlin u vlasništvu bosanskohercegovačke tvrtke Mepas iz Širokog Brijega.
Danas Koestlin zauzima drugo mjesto u Hrvatskoj u proizvodnji i prodaji vafla i keksa s udjelom od 25%, a prodaja i proizvodnja premašuju 50 tona dnevno.

## Vanjske poveznice
Koestlin d.d. Tvornica keksa i vafla